# Hyposcada adelphina
Hyposcada adelphina är en fjärilsart som beskrevs av Bates. Hyposcada adelphina ingår i släktet Hyposcada och familjen praktfjärilar. Inga underarter finns listade i Catalogue of Life.